# Never Let Her Go
Never Let Her Go je druhé sólové studiové album frontmana Bread Davida Gatese, vydané v roce 1975.

## Seznam skladeb
Všechny skladby napsal David Gates.
1. "Never Let Her Go"
2. "Angel"
3. "Playin' on My Guitar"
4. "Watch Out"
5. "Part Time Love"
6. "Chain Me"
7. "Light of My Life"
8. "Someday"
9. "Greener Days"
10. "Strangers"